# 托毛匹菊
托毛匹菊（学名：Tanacetum kaschgharicum）是菊科菊蒿属的植物。分布在中国大陆的新疆等地，生长于海拔2,160米的地区，见于山坡，目前已由人工引种栽培。